# MAN SG 240 (Avtomontaža)
MAN SG 240 je oznaka zglobnega avtobusa, ki so ga izdelovali v ljubljanski Avtomontaži.
Podvozje je enako kot pri starejšem modelu SG 220, nadgradnja pa je nastala po vzoru originalnega nemškega modela z oznako SG 242. Popolnoma enako nadgradnjo so v Avtomontaži nameščali še na modele TAM 260 A 116 M in MAN SU 240. Motor je podpodni, nameščen med prvo in drugo osjo vozila.
Oznaka SG pomeni v nemščini:
- S - Standard (enotni)
- G - Gelenkbus (zgibni avtobus).

Modele tega avtobusa so izdelovali v začetku 90. let 20. stoletja. Podjetje LPP je zadnja vozila tega modela izločilo iz prometa maja 2016. Nekaj vozil so izvozili tudi v tujino.

## Tehnični podatki
- oblika karoserije: zgibni, visokopodni
- osi: 3
- moč motorja: 240 KM
- prostornina: 12.000 ccm
- dolžina: 16.480 mm
- širina: 2.500 mm
- višina: 3.100 mm
- teža praznega vozila: 13.330 kg
- največja dovoljena masa: 24.000 kg
- menjalnik: samodejni
- št. vrat: 3 (primestna izvedba) ali 4 (mestna izvedba)
- št. sedišč: 1 + 32
- št. stojišč: 120
- poraba goriva: približno 50 l/100 km

## Galerija slik
- Notranjost, potniški prostor
- Armatura – gumbi za vrata
- Avtobus na Rudniku
- Avtobus Autotroleja z Reke
- MAN SG 240 H v Düsseldorfu